# Anne Dedry
Anne A. Dedry, née à Werl (Allemagne) le 30 décembre 1956 est une femme politique belge flamande, membre de Groen.
Elle est licenciée en sociologie; Sociologue. 

## Carrière politique
- Députée fédérale depuis le 25 mai 2014.